# إن دي كيوب
نينتندو كيوب. ليمتد (بالإنجليزية: Nintendo Cube Co., Ltd.)‏ (باليابانية: ニンテンドーキューブ株式会社) ، هي شركة يابانية لصناعة وتطوير ألعاب الفيديو، أسست سنة 1 مارس 2000م وهي تابعة لشركة نينتندو ، وتقع مقرها في العاصمة اليابانية طوكيو وأنتجت عدة ألعاب فيديو، ومن بينها سلسلة ماريو بارتي. The company states it is an official R&D subsidiary of نينتندو on its website.